# Gus Van Sant
ifj. Gus Van Sant (Louisville, 1952. július 24. –) amerikai filmrendező, fényképész, zenész és író. Függetlenfilmesként indult, de Good Will Hunting című filmjével betört a hollywoodi filmek világába is.

## Élete és pályafutása
1952-ben született Louisville-ben. Apja utazó ügynök volt, emiatt gyermekkora utazással telt. Korán érdeklődni kezdett a festőművészet és a filmezés iránt, ezért 1970-ben a Rhode Island School of Designba iratkozott be. Itt ismerkedett meg az avantgárd filmezés olyan kiemelkedő képviselőivel, mint Andy Warhol, Stan Brakhage vagy Jonas Mekas.
Rövid európai kitérő után Ken Shapiro asszisztense lett Los Angelesben. Ezután New Yorkba költözött, ahol egy reklámügynökségnél kezdett dolgozni. Az itt megkeresett 20 ezer dollárból forgatta le első filmjét Malat Noche címmel, amely egy meleg bolti eladó és egy mexikói bevándorló történetét meséli el. Az 1985-ös film jó kritikákat kapott, a Los Angeles Times az Év legjobb független filmjének-nek választotta. A Universal Pictures szerződést ajánlott neki, ám ötleteit (amelyeket később a stúdió nélkül meg is valósított) elutasították.
A Universallal való sikertelen tárgyalások után Portlandbe költözött, ahol rögtön neki is kezdett egyik ötlete, A gyógyszertári cowboy (1989) forgatásába. A gyógyszertárakat kiraboló drogos fiatalok története szintén elnyerte a kritikusok tetszését. Következő filmje, az Otthonom, Idaho (1991) szintén a társadalom peremére szorult emberek, két férfiprostituált életét meséli el, a film főszerepét River Phoenix és Keanu Reeves játszotta. Következő filmje az 1993-ban bemutatott Néha a csajok is úgy vannak vele óriási bukás volt, mind anyagilag, mind a kritikusok körében. Karrierjén esett csorbát következő filmje, a Majd' megdöglik érte (1995) köszörülte ki.
Az igazi áttörést az 1997-ben forgatott Good Will Hunting hozta neki Matt Damon és Ben Affleck főszereplésével. A munkás származású zseni történetét feldolgozó film több Oscar-díjat is nyert. A film sikere után Van Sant különleges feladatba vágta a fejszéjét, 1998-ban azonos címmel újraforgatta Alfred Hitchcock 1960-ban készült klasszikusát, a Psychót. A fergeteges szereposztás ellenére a kísérlet nem bizonyult sikeresnek. Bukásnak ugyan nem ítélhető, de az elvárásokhoz képest rosszabbul teljesített következő filmje, a Fedezd fel Forrestert! is.
A nagy költségvetésű közönségfilmek után Van Sant újra a művészfilmek felé fordult: a két fiatal céltalan sivatagi bolyongását bemutató Gerry! (2002) a rendező saját bevallása szerint is Tarr Béla és John Cassavetes hatásának nyomait viseli magán. Az HBO felkérésére a columbine-i iskolában történt mészárlást feldolgozó játékfilm forgatásába kezdett. Az Elefánt (2003) megosztotta a kritikusokat: egyesek támadták, mások egekig magasztalták a film töredezett felépítését, és a mészárláshoz vezető okok feltárásának hiányát. Mindezek ellenére – vagy pont emiatt – a film elnyerte a 2003-as cannes-i fesztivál Arany Pálma díját.
A 2005-ös Az utolsó napok című filmjét a Halál trilógia (Gerry, Elefánt, Az utolsó napok) befejező részeként emlegeti. A film Kurt Cobain halála előtti utolsó napjainak történéseit eleveníti fel, fikciós formában.

## Magánélete
Van Sant homoszexualitását nyíltan vállalja, filmjeiben gyakori téma a homoszexualitás.

## Filmrendezései
| Év   | Magyar cím                       | Eredeti cím                           | Feladatkör | Feladatkör | Feladatkör | Feladatkör        |
| Év   | Magyar cím                       | Eredeti cím                           | Rendező    | Író        | Producer   | Vágó              |
| ---- | -------------------------------- | ------------------------------------- | ---------- | ---------- | ---------- | ----------------- |
| 1985 | Mala Noche                       | Mala Noche                            | Igen       | Igen       | Igen       | Nincs feltüntetve |
| 1989 | A gyógyszertári cowboy           | Drugstore Cowboy                      | Igen       | Igen       | Nem        | Nem               |
| 1991 | Otthonom, Idaho                  | My Own Private Idaho                  | Igen       | Igen       | Nem        | Nem               |
| 1993 | Néha a csajok is úgy vannak vele | Even Cowgirls Get the Blues           | Igen       | Igen       | Igen       | Igen              |
| 1995 | Majd' megdöglik érte             | To Die For                            | Igen       | Nem        | Nem        | Nem               |
| 1995 | Kölykök                          | Kids                                  | Nem        | Nem        | Vezető     | Nem               |
| 1997 | Good Will Hunting                | Good Will Hunting                     | Igen       | Nem        | Nem        | Nem               |
| 1998 | Psycho                           | Psycho                                | Igen       | Nem        | Igen       | Nem               |
| 2000 | Fedezd fel Forrestert!           | Finding Forrester                     | Igen       | Nem        | Nem        | Nem               |
| 2002 | Gerry                            | Gerry                                 | Igen       | Igen       | Nem        | Igen              |
| 2003 | Elefánt                          | Elephant                              | Igen       | Igen       | Nem        | Igen              |
| 2005 | Az utolsó napok                  | Last Days                             | Igen       | Igen       | Igen       | Igen              |
| 2007 | Paranoid Park                    | Paranoid Park                         | Igen       | Igen       | Nem        | Igen              |
| 2008 | Milk                             | Milk                                  | Igen       | Nem        | Nem        | Nem               |
| 2010 | Üvöltés                          | Howl                                  | Nem        | Nem        | Vezető     | Nem               |
| 2011 | A nyugtalanság kora              | Restless                              | Igen       | Nem        | Igen       | Nem               |
| 2012 | Ígéret földje                    | Promised Land                         | Igen       | Nem        | Nem        | Nem               |
| 2012 | Így is, úgy is Laurence          | Laurence Anyways                      | Nem        | Nem        | Vezető     | Nem               |
| 2015 | A fák tengere                    | The Sea of Trees                      | Igen       | Nem        | Nem        | Nem               |
| 2018 | Nyugi, gyalog nem jut messzire   | Don't Worry, He Won't Get Far on Foot | Igen       | Igen       | Nem        | Igen              |